# Statisticile echipei FC Steaua București

## Statistici „all-time”
Inclus sezonul 2011-12